# 大同メタル工業

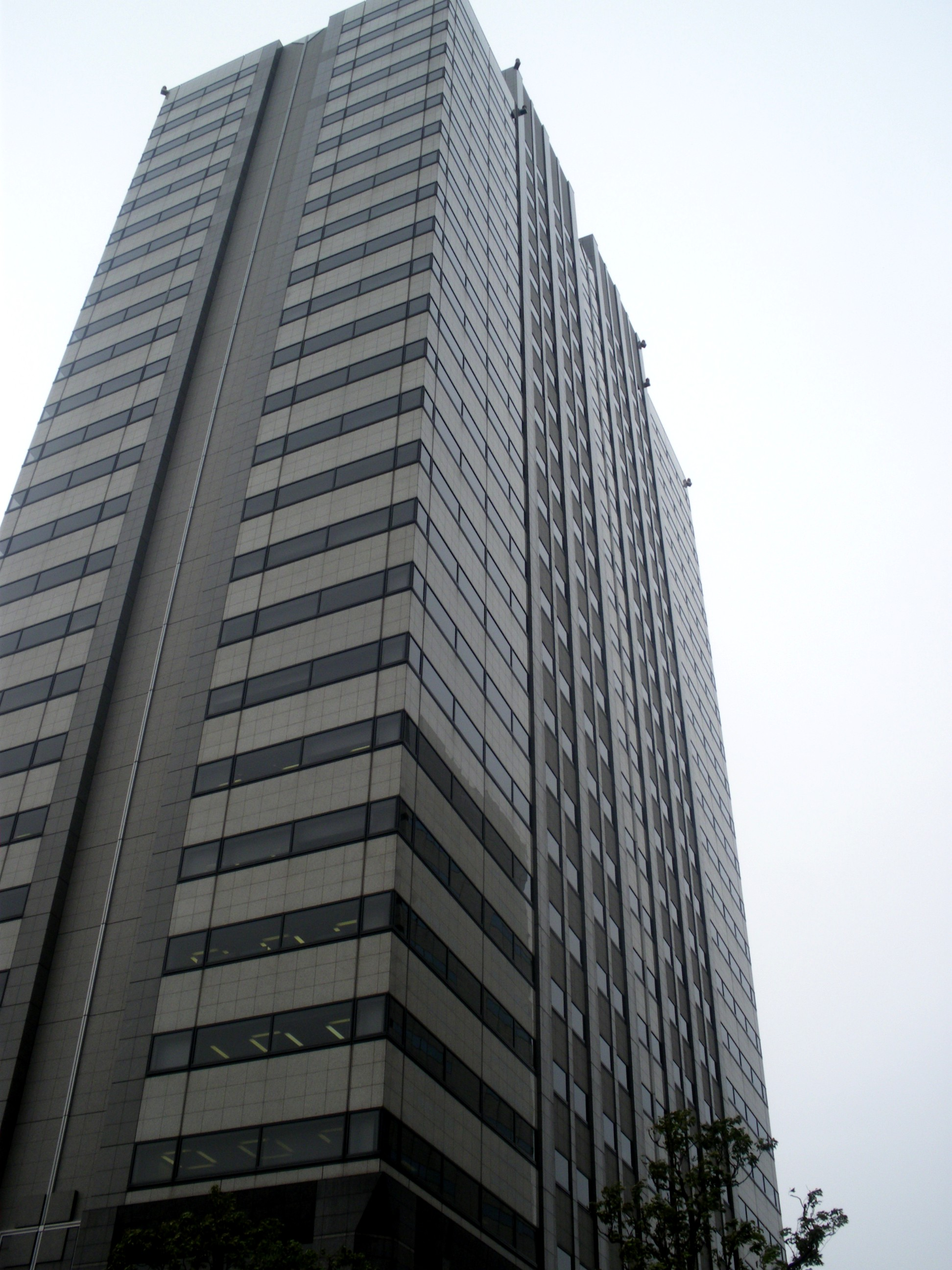
東京本社が入居する天王洲セントラルタワー

大同メタル工業株式会社（だいどうめたるこうぎょう、英: Daido Metal Co., Ltd.） は、愛知県名古屋市中区と東京都品川区に本社を置く世界最大手の総合すべり軸受メーカーである。

## 概要
- すべり軸受世界最大手。主力の自動車向けエンジン軸受（メタル）で世界シェア3割超で首位。産業機械や造船用も強い。
- 同じ愛知を本拠地とする大同特殊鋼との資本関係はなく、独立系企業である（名古屋証券取引所理事長、大同製鋼（現・大同特殊鋼）社長であった下出義雄氏が初代代表取締役に就任し、同じ金属工業として「大同」の二文字をいただいた、という経緯がある）。
- 1933年豊田式織機(現在のトヨタ自動車並びに豊和工業)の初代自動車部長を務めた川越庸一が創業した川越工業所を発展させて創業した。

## 沿革
- 1939年（昭和14年）11月 - 豊田式織機(後のトヨタ自動車、並びに豊和工業)の初代自動車部長を務めた川越庸一が設立した川越工業所を発展させ、大同電気製鋼所(現・大同特殊鋼)の社長下出義雄氏の支援を受け、「大同メタル工業株式会社」として設立。
- 1940年（昭和15年）6月 - 自動車用エンジン軸受事業開始
- 1943年（昭和18年）8月 - 本社を名古屋市中区に移転。黒川工場（名古屋市北区）操業開始
- 1943年（昭和18年）10月 - 「大同軸受工業株式会社」に商号を変更
- 1946年（昭和21年）4月 - 再び「大同メタル工業株式会社」に商号を変更
- 1947年（昭和22年）9月 - 本社を名古屋市中区から名古屋市北区に移転
- 1961年（昭和36年）10月 - 名古屋証券取引所市場第二部に株式を上場
- 1971年（昭和46年）4月 - ナガトメタル工業および日本メタル工業株式会社を吸収合併
- 1971年（昭和46年）10月 - (株)アジアケルメット製作所（東京都大田区）の株式を取得
- 1992年（平成4年）8月 - 大同ロジテック(株)（名古屋市中区）設立
- 1996年（平成8年）5月 - エヌデーシー（株）の株式を取得
- 1997年（平成9年）4月 - 大同メタル販売(株)（名古屋市中区）設立
- 1997年（平成9年）9月 - 名古屋証券取引所市場第一部に指定替え
- 2000年（平成12年）3月 - ディーエムシー(株)設立
- 2002年（平成14年）8月 - 本社を名古屋市北区から名古屋市中区に移転。
- 2004年（平成16年）3月 - 東京証券取引所市場第二部に株式を上場
- 2005年（平成17年）3月 - 東京証券取引所市場第一部に指定替え
- 2005年（平成17年）6月 - 東京本社を東京都品川区に開設
- 2010年（平成22年）9月 - 大同メタルアメリカCORP.及び大同メタルベルフォンテンLLCの解散・清算
- 2013年（平成25年）8月 - 大同リビルドサービスINC.の解散・清算
- 2015年（平成27年）4月 - 大同メタル佐賀(株)設立
- 2016年（平成28年）12月 - 自動車部品メーカー(株)飯野ホールディングの全株式を取得
- 2017年（平成29年）1月 - アルミダイカストメーカーATAキャスティングテクノロジージャパン（株）の全株式を取得

## 主要製品
- すべり軸受
- ロータリーポンプ
- 電気二重層キャパシタ用電極シート
- 集中潤滑装置
- アルミダイカスト製品

## 主要事業所
- 名古屋本社（名古屋市中区）
- 東京本社（東京都品川区）
- 犬山事業所（愛知県犬山市）
- 岐阜工場（岐阜県郡上市）
- 研究開発センター（愛知県犬山市）

### かつて存在した事業所
- 東京工場（神奈川県横浜市港北区）※ 2008年（平成20年）閉鎖　2013年（平成25年）4月解体工事開始
- 埼玉工場（埼玉県入間市）※ 2008年（平成20年）閉鎖

## 関連会社

### 国内連結子会社
- 大同メタル販売株式会社（愛知県犬山市）
- 大同ロジテック株式会社（愛知県犬山市）
- 大同プレーンベアリング株式会社（岐阜県関市）
- エヌデーシー株式会社（千葉県習志野市）
- エヌデーシー販売株式会社（千葉県習志野市）
- 大同インダストリアルベアリングジャパン株式会社（愛知県犬山市）
- 株式会社アジアケルメット製作所（東京都大田区）
- 大同メタル佐賀株式会社（佐賀県武雄市）
- 株式会社飯野製作所（埼玉県大宮市）
- ATAキャスティングテクノロジージャパン株式会社（愛知県犬山市）

### 海外連結子会社
- 中原大同股份有限公司（台湾）
- 同晟金属株式会社（韓国）
- Korea Dry Bearing Co., Ltd.（韓国）
- DYNA METAL CO., LTD.（タイ）
- PT.DAIDO METAL INDONESIA（インドネシア）
- BBL　DAIDO　PRIVATE　LTD.（インド）
- 大同精密金属（蘇州）有限公司（中国）
- 広州原同貿易有限公司（中国）
- Daido Metal U.S.A. Inc. （アメリカ合衆国）
- Daido Metal Mexico, S.A. de C.V.（メキシコ）
- Daido Metal Mexico Sales, S.A. de C.V.（メキシコ）
- Daido Industrial Bearings Europe Limited（イギリス）
- DAIDO METAL KOTOR AD（モンテネグロ）
- Daido Metal Europe GmbH（ドイツ）
- DAIDO METAL CZECH s.r.o.（チェコ）
- DAIDO METAL EUROPE LTD.（イギリス）
- Daido Metal Russia LLC（ロシア）
- ISS America, Inc.（アメリカ）
- 飯野（佛山）科技有限公司（中国）
- PT. IINO INDONESIA（インドネシア）
- PHILIPPINE IINO CORPORATION（フィリピン）
- ATA Casting Technology Co., Ltd.（タイ）
- Shippo Asahi Moulds (Thailand) Co., Ltd.（タイ）